# Xrobb l-Għaġin
Xrobb l-Għaġin – półwysep w południowo-wschodniej Malcie. Jest znany głównie dzięki znajdującemu się w jego granicach parkowi przyrodniczemu o tej samej nazwie. Znajduje się tu także wieża Xrobb l-Għaġin, zrujnowana wieża strażnicza, jedna z czternastu wież De Redina. Na przylądku znajdowała się także stacja przekaźnikowa Deutsche Welle, która później stała się głównym budynkiem parku przyrodniczego.

## Świątynia Xrobb l-Għaġin
Na terenie półwyspu znajdują się pozostałości zrujnowanej megalitycznej świątyni Xrobb l-Għaġin, której najwcześniejsze pozostałości datowane są na 4000 rok p.n.e. Ponieważ pozostałości te znajdują się na szybko niszczejącym zboczu klifu, obecnie podejmuje się wysiłki, aby je zachować i zabezpieczyć przed przyszłą erozją. Badano rozwiązania obejmujące przeniesienie niektórych struktur w inne miejsce w celu umożliwienia dostępu do nich. Kompleks świątynny został po raz pierwszy zidentyfikowany w 1913 przez Temi Żammita i Thomasa Ashby’ego, następnie przeprowadzono tam wykopaliska w latach 1914–1915. Badania, które miały miejsce dokładnie sto lat później, w 2015 wykazały, że nadal istnieją tam znaczące pozostałości świątyni. Konstrukcja miała typowy plan innych świątyń maltańskich, zawierający brukowany dziedziniec z wewnętrznym przejściem prowadzącym do czterech wierzchołków. Świątynia jest zorientowana na południowy wschód.

## Xrobb l-Għaġin jako park przyrodniczy
Na wystającym półwyspie park przyrodniczy Xrobb l-Għaġin i Centrum Zrównoważonego Rozwoju zajmują powierzchnię około 155 000 m². Celem projektu jest zwiększenie wykorzystania energii odnawialnej, zarządzanie ściekami i ochrona różnorodności biologicznej poprzez nauczanie, demonstrację i badania w zakresie zrównoważonych rozwiązań środowiskowych. W parku planowano utworzenie ośrodka rehabilitacji zwierząt. W głównym kompleksie budynków parku mieści się także hostel z około 30 łóżkami. W ramach swojej polityki ochrony środowiska w Xrobb l-Għaġin BirdLife Malta zorganizowała szkolenie w zakresie reagowania na wycieki ropy naftowej do akwenów.

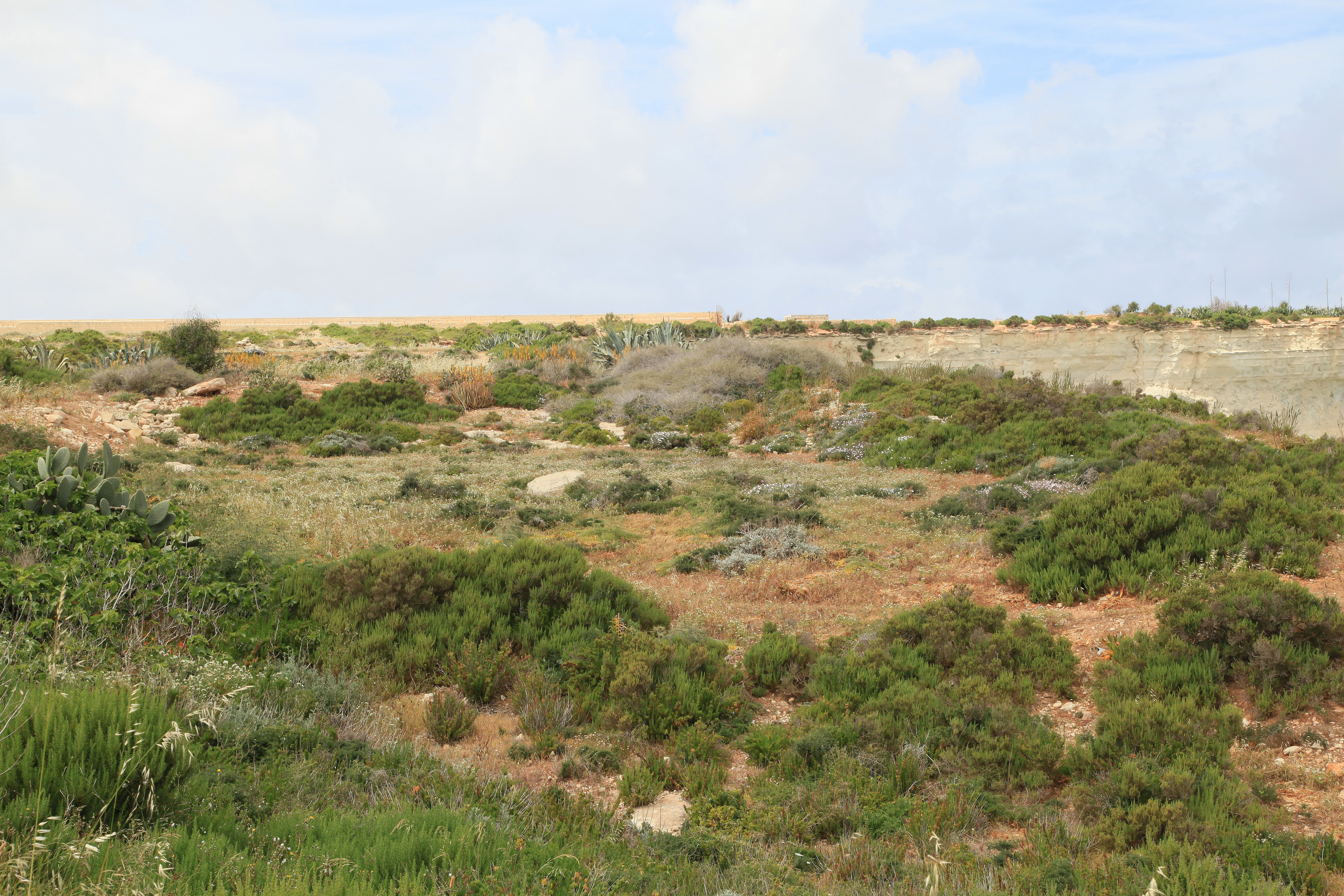
Pozostałości świątyni Xrobb l-Għaġin

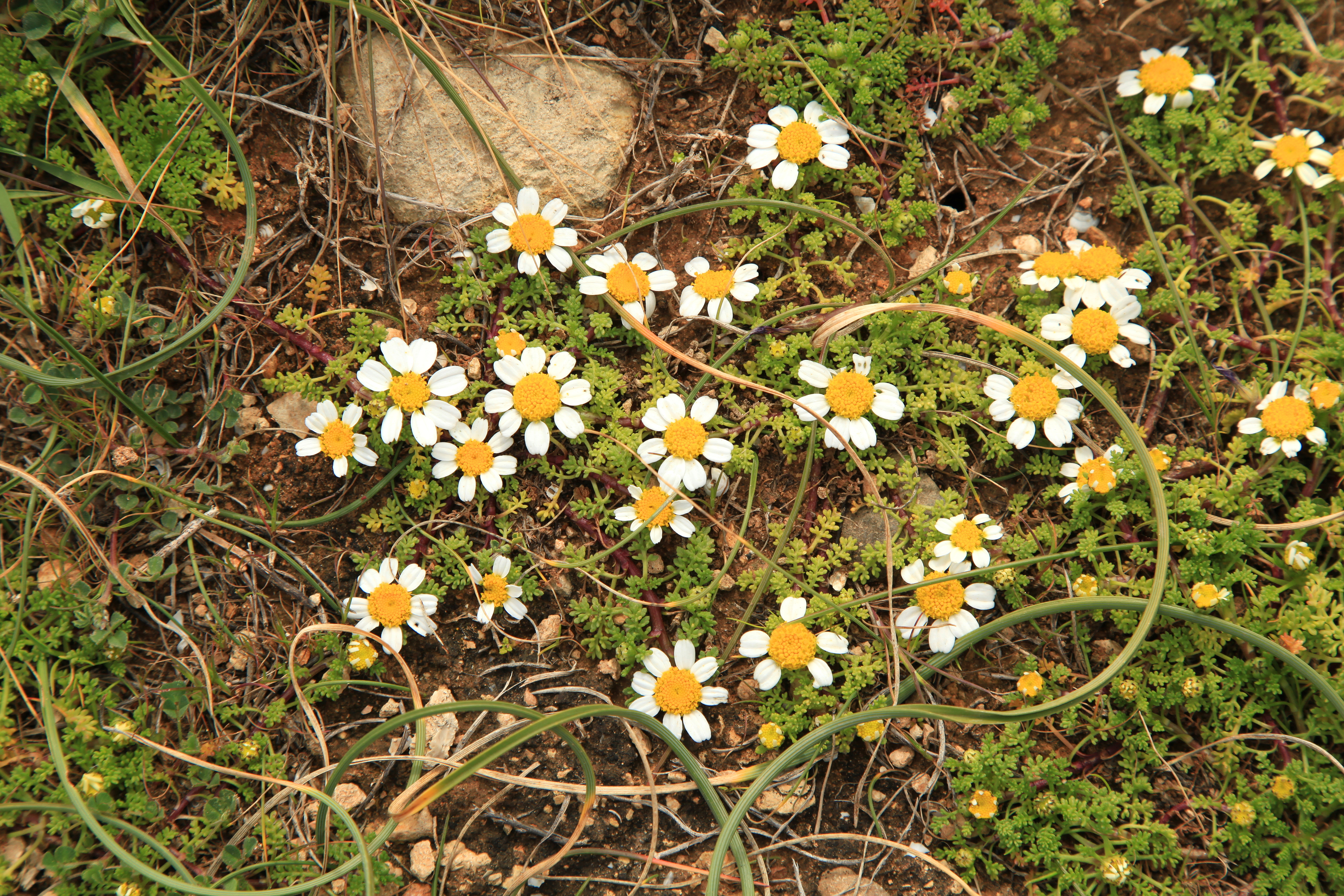
Anthemis urvilleana rośnie w parku Xrobb l-Għaġin